# Nord pionnier du Paraná
Le nord pionnier du Paraná est l'une des 10 mésorégions de l'État du Paraná. Elle regroupe 46 municipalités groupées en 5 microrégions.

## Données
La région compte 542 910 habitants pour 15 727 km².

## Microrégions
La mésorégion du nord pionnier du Paraná est subdivisée en 5 microrégions:
- Assaí
- Cornélio Procópio
- Ibaiti
- Jacarezinho
- Wenceslau Braz